# CBGB

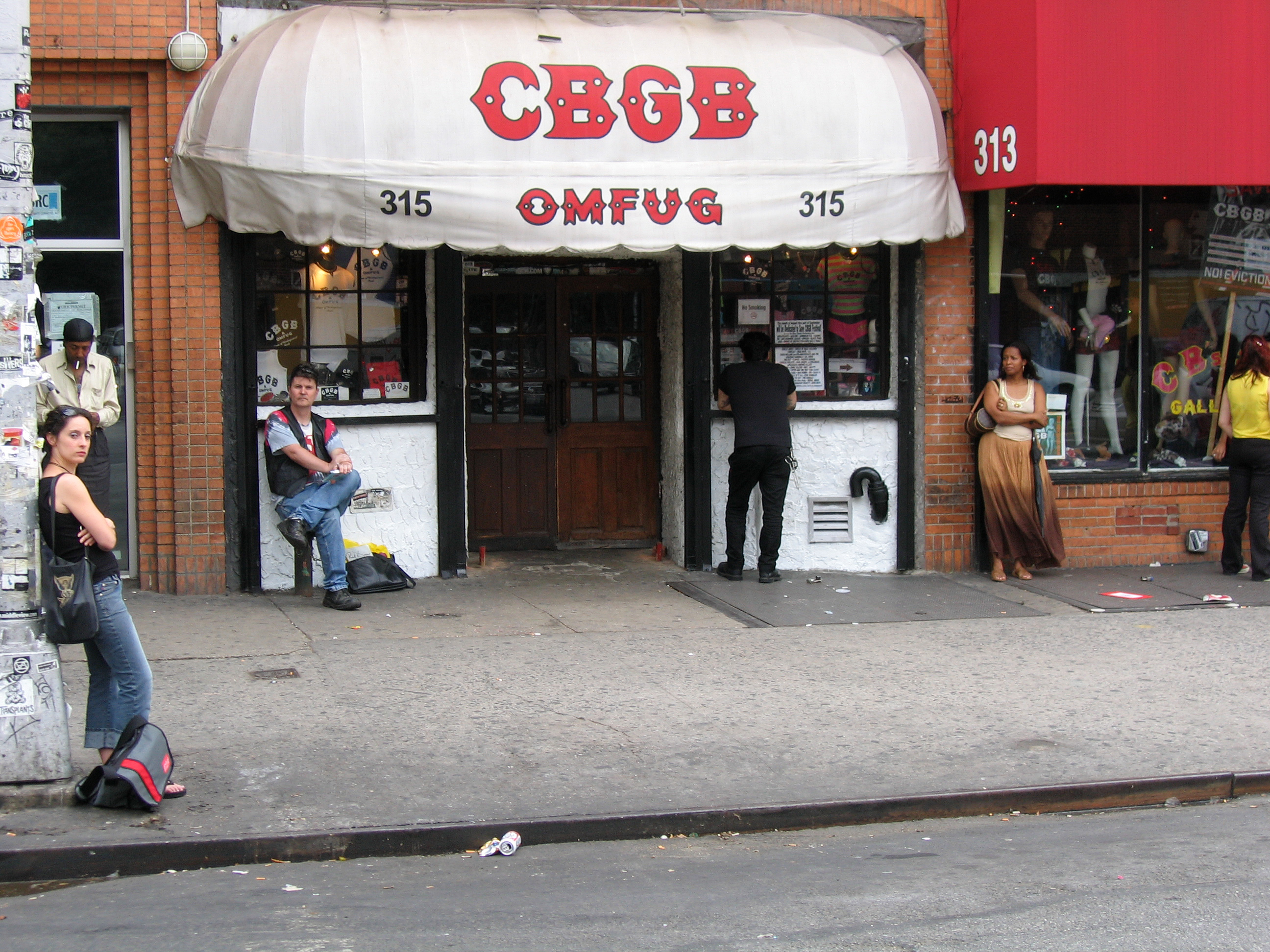
CBGB

CBGB是位于美国纽约的一間已關閉的酒吧，它被公认为是朋克音乐的诞生地。“CBGB”的意思是乡村（Country）、蓝草（Blue Grass）、布鲁斯（Blues）。
1973年，美国海军的退伍士兵希里·克里斯托在纽约东村租了一个属于鲍瓦里居民委员会产权下的一个门脸，开了一个小酒吧。克里斯托喜欢非主流的歌曲，他的酒吧只准唱原创的歌曲。许多非常著名的乐队都在这里演出过，几乎所有代表性的非主流乐队都在这里演出过。虽然这里给的出场费非常少，但是能够在这里演出被视作一种荣誉。
2005年，由于租金问题，CBGB面临被关门的危机。
2006年10月，CBGB关闭，帕蒂·史密斯（Patti Smith）进行了最后一场演出。

## 在CBGB演出过的乐队

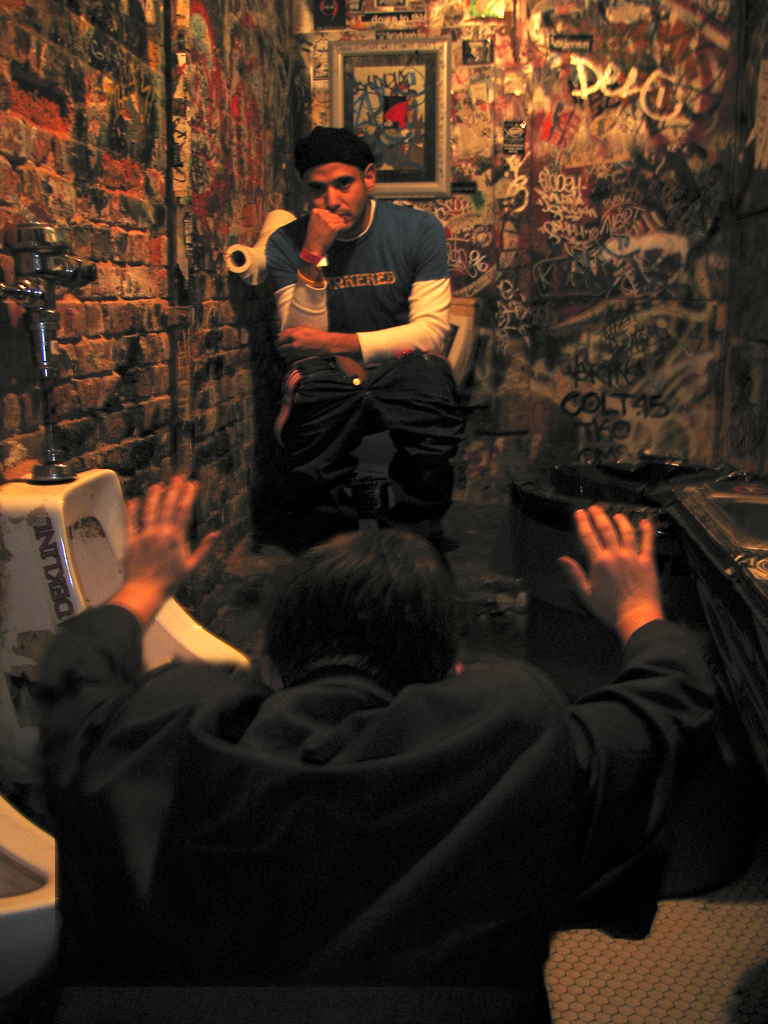
CBGB著名的厕所

- 电视乐队
- 传声头像
- 雷蒙斯
- 金发女郎乐队
- 纽约小妞乐队
- 炭疽乐队
- 罗林乐队
- 碎南瓜乐队
- 音速青年乐队
- 珍珠果酱乐队
- 眼镜蛇乐队